# Химн на Дания
Има една прекрасна страна (на датски: Der er et yndigt land) е официалният химн на Кралство Дания.

## История
Текстът е написан през 1819 г. от Адам Готлоб Йоленшлегер и носи мотото на латински: Ille terrarum mihi praeter omnes angulus ridet. Музиката е композирана през 1835 г. от Ханс Ернст Кройер. По-късно Томас Лауб и Карл Нилсен съставят алтернативни мелодии, но нито една от тях не е придобила широко разпространение и днес те са най-вече неизвестни на населението. Когато е публикуван за първи път, националният химн има 12 стиха, но това е съкратено до първия, третия, петия и последния стих в по-късните издания. В общата употреба се пеят само първия стих (или строфа) и последните три реда от четвъртия стих. Първата половина на последния стих рядко се чува и последният ред на всеки стих се повтаря веднъж. Дания е една от държави в света (другата е Нова Зеландия) с два официални национални химна. Официално Kong Christian stod ved højen mast е бил национален и кралски химн; той има еднакъв статут с Der er et yndigt land, който се третира като граждански национален химн. По време на кралски и военни поводи, Kong Christian stod ved højen mast се изпълнява самостоятелно, или двата национални химна се изпълняват заедно.

## Текст
Der er et yndigt land,
det står med brede bøge
nær salten østerstrand :|
Det bugter sig i bakke, dal,
det hedder gamle Danmark
og det er Frejas sal :|
Der sad i fordums tid
de harniskklædte kæmper,
udhvilede fra strid :|
Så drog de frem til fjenders mén,
nu hvile deres bene
bag højens bautasten :|
Det land endnu er skønt,
thi blå sig søen bælter,
og løvet står så grønt :|
Og ædle kvinder, skønne møer
og mænd og raske svende
bebo de danskes øer :|
Hil drot og fædreland!
Hil hver en danneborger,
som virker, hvad han kan! :|
Vort gamle Danmark skal bestå,
så længe bøgen spejler
sin top i bølgen blå :|